# Heterofonía

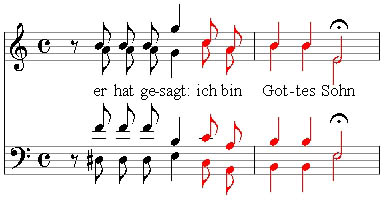
Ejemplo escrito de heterofonía

Heterofonía etimológicamente deriva de las voces griegas ἕτερος [jéteros] ("otro, diferente") y φωνή [foní] ("sonido, melodía"). En música es un tipo de textura musical caracterizada por la variación simultánea de una sola línea melódica.

## Descripción
El término fue acuñado por Platón. En la actualidad el término se utiliza con frecuencia, sobre todo en etnomusicología, para describir la variación simultánea, accidental o deliberada, de lo que se identifica como la misma melodía. Fue inicialmente introducido en la musicología sistemática para designar una subcategoría de música polifónica, aunque actualmente se considera una categoría de textura musical con entidad propia. Tal textura puede ser considerada como una especie de monofonía compleja en la que sólo hay una melodía básica, pero es interpretada al mismo tiempo por múltiples voces, cada una de las cuales ejecuta la melodía de una forma diferente, ya sea con un ritmo o tempo distintos, o bien con diversos adornos y elaboraciones.

## Heterofonía en la música no occidental
Este tipo de textura suele ser un rasgo característico de las músicas tradicionales no occidentales tales como el Gagaku japonés, la música de gamelán de Indonesia, los conjuntos kulintang de Filipinas, la música tradicional de Tailandia y de China. No obstante, existe una tradición europea de música heterofónica especialmente arraigada, en forma de salmodia gaélica en las Hébridas Exteriores.

«La música tailandesa es no armónica, melódica o lineal. Como es el caso de todas las músicas de este género, su organización fundamental es horizontal... La música tailandesa en su constitución horizontal se compone de una melodía principal que es interpretada simultáneamente con variantes de la misma que progresan en unidades rítmicas relativamente más lentas y más rápidas... Las líneas individuales de la melodía y las variantes suenan al unísono o en octavas solamente en puntos estructurales específicos y la simultaneidad de diferentes alturas no sigue el sistema occidental de progresiones de acordes organizadas. Entre los puntos estructurales donde las alturas coinciden (en unísono u octavas) cada línea individual sigue el estilo idiomático del instrumento que la interpreta.
La constitución vertical en cualquier punto intermedio determinado no sigue progresión alguna, rige la adhesión al estilo lineal. Así, varias alturas que a menudo crean una estructura simultánea de gran complejidad pueden darse en cualquier punto entre los puntos estructurales. La música "respira" contrayéndose en una altura, expandiéndose a continuación en una amplia variedad de alturas, para luego contraerse de nuevo en otro punto estructural y así sucesivamente. Aunque estas constituciones de alturas entre los puntos estructurales pueden chocar al oyente occidental por arbitrarias e inconsecuentes, las líneas individuales son muy consecuentes y lógicas linealmente. El patrón de alturas que se producen en estos puntos estructurales es la base del aspecto modal de música tailandesa.»

Sin embargo, esta definición es totalmente engañosa y, a pesar de que el párrafo anterior está destinado a describir las características melódicas de la música tailandesa, no fue pensado como una definición de heterofonía. Morton en esa misma obra de la que fue tomada la cita anterior, dice lo siguiente:

«La técnica de combinar simultáneamente una melodía principal y sus variantes es a menudo incorrectamente descrita como heterofonía: estratafication polifónica parece una descripción más precisa, ya que cada una de las 'capas' no es sólo una aproximación cercana de la melodía principal, sino que también tiene características distintas y estilo propio».

## Heterofonía en la música occidental
Una muestra de heterofonía se puede escuchar en la Missa Solemnis de Beethoven, que ilustra la práctica de la distribución de la misma melodía entre diferentes voces o partes de instrumentos con diferentes densidades rítmicas. Este es un fenómeno bastante común entre las partes de violonchelo y contrabajo en la escritura orquestal europea. Al margen de lo anterior, resulta un tanto extraño encontrar heterofonía en la música clásica occidental antes de la música de principios del siglo XX. Pero se encuentra con frecuencia en la producción musical de compositores como Debussy, Enescu y Stravinsky, que fueron influenciados directamente por músicas no occidentales y en gran medida heterofónicas. La heterofonía es una técnica estándar en la música perteneciente a las vanguardias de la posguerra, por ejemplo en obras como Sept Haïkaï de Olivier Messiaen (1962), Ritual in memoriam Bruno Maderna de Pierre Boulez (1974-75) y Pulse Shadows de Harrison Birtwistle (1989-96). Asimismo, Benjamin Britten la utilizó con gran efecto en muchas de sus composiciones, incluidas partes del War Requiem y, especialmente, sus tres parábolas bíblicas: Curlew River, El horno de las fieras y El hijo pródigo.